# Roger D. Cone
Roger D. Cone (* 1958) ist ein Biowissenschaftler auf dem Gebiet der Endokrinologie an der University of Michigan. Er ist vor allem bekannt für seine Arbeiten zum Melanozyten-stimulierenden Hormon und seiner Bedeutung für den Energiestoffwechsel und Adipositas.

## Leben und Wirken
Roger Cone erwarb 1980 an der Princeton University einen Bachelor in Biochemie und 1985 bei Richard C. Mulligan am Massachusetts Institute of Technology einen Ph.D. in Biologie. Als Postdoktorand arbeitete Cone am Cold Spring Harbor Laboratory, bevor er 1988 eine erste Professur (Assistant Professor) am New England Medical Center (später Tufts Medical Center) in Boston erhielt. 1990 wechselte er an das Vollum Institute an der Oregon Health & Science University, wo er von 2003 bis 2008 Direktor des Zentrums für Gewichtsregulation und assoziierte Störungen war.
Von 2008 bis 2016 war Cone Lehrstuhlinhaber für molekulare Physiologie und Biophysik an der Vanderbilt University sowie Direktor des dortigen Instituts für Übergewicht und Stoffwechsel. 2016 wechselte er an die University of Michigan. Hier ist Cone (Stand 2025) Professor für molekulare und integrative Physiologie und Professor für molekulare, zelluläre und Entwicklungsbiologie sowie Direktor am Life Sciences Institute und stellvertretender Provost und Direktor der Biosciences Initiative.
Cone konnte den TSH-Rezeptor und fünf Melanocortinrezeptoren (MSH-Rezeptoren) klonieren und charakterisieren. Varianten der MSH-Rezeptoren sind für unterschiedliche Fellfarben (agouti) bei Haustieren und für das rote Haar beim Menschen verantwortlich. Außerdem konnten Cone und Mitarbeiter wichtige Funktionen der MSH-Rezeptoren für Adipositas, Nüchtern-Insulin-Spiegel, Sättigung, Thermogenese und krankheitsinduzierte Kachexie identifizieren. Jüngere Arbeiten befassen sich mit der Entwicklung niedermolekularer Verbindungen zur Behandlung der Fettleibigkeit, Identifikation neuartiger Signalwege des Gehirns, die an der Regulation des Körpergewichts beteiligt sind, und Identifikation von Genen, die für Anorexia nervosa prädisponieren.
Roger D. Cone hat laut Google Scholar einen h-Index von 97, laut Datenbank Scopus einen von 84 (Stand August 2025).

## Auszeichnungen (Auswahl)
- 2006 Endocrine Regulation Prize der Fondation Ipsen[5]
- 2010 Mitglied der National Academy of Sciences[6]
- 2012 Fellow der American Association for the Advancement of Science
- 2016 Mitglied der National Academy of Medicine[7]
- 2018 Mitglied der American Academy of Arts and Sciences[8]
- 2022 Rolf Luft Award des Karolinska Institutet[9]